# François Louis Rousselet de Châteaurenault

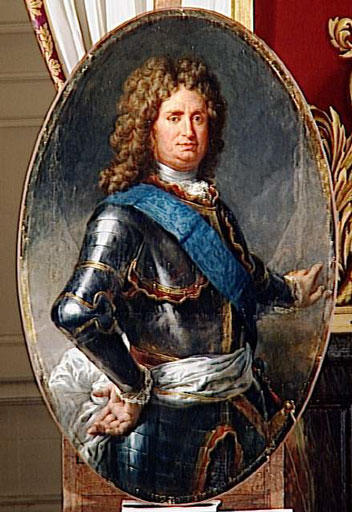
Porträt François Louis Rousselets de Châteaurenault von Jean Pierre Franque

François Louis de Rousselet, Marquis de Châteaurenault (auch: Châteaurenaut oder Châteauregnaud) (* 22. September 1637 in Château-Renault; † 15. November 1716 in Paris) war ein französischer Adliger und Marineoffizier, zuletzt in den Positionen eines Marschall und Vizeadmiral von Frankreich.

## Familie und Herkunft
François-Louis Rousselet de Château-Renault wurde am 22. September 1637 in eine Familie bürgerlicher Herkunft geboren. Väterlicherseits entstammte er einer Kaufmannsfamilie aus Lyon, die auch Stadträte der Stadt wurden. Mütterlicherseits waren seine Vorfahren Pariser Tuchmacher und waren mit der mächtigen Familie Gondi verbunden. Sein Vater François war der Neffe von Albert de Gondi. Aus diesem Grund war Jean-François Paul de Gondi (1613–1679), der Enkelsohn von Albert, 1643 Koadjutor von Paris, 1652 Kardinal von Retz und von 1654 bis 1662 Erzbischof von Paris, wurde zu Beginn seiner Karriere der Förderer des jungen François Louis Rousselet.
Seine Eltern waren François Rousselet († 1677), Marquis von Château-Renault in Touraine, Baron de Noyers, Seigneur de Blancharsdaye en Bretagne, Gouverneur der Städte und Burgen von Machecoul und Belle-Île, in seiner Jugend enfant d'honneur von König Ludwig XIII. und Louise de Compans, Tochter von Noël de Compans, dem Seigneur d'Arci und Villers sur Orge, und von Louise de Dreux.

## Allgemeines
Im Jahr 1689 war er der Befehlshaber der französischen Flotte in der Seeschlacht vor der Bantry Bay. Er war einer der französischen Geschwaderbefehlshaber in der Seeschlacht von Beachy Head. Im Spanischen Erbfolgekrieg wurde er 1701 Vizeadmiral und befehligte die französische Flotte in der Seeschlacht bei Vigo. Die Schlacht war eine vollständige Niederlage und sein Flaggschiff La Forte verbrannte mit dem Großteil der Flotte.
Am 12. April 1704 wurde er Lieutenant de Haute et Basse Bretagne.

## Ehrungen
Am 2. Februar 1705 wurde er zum Ritter des Ordens vom heiligen Geist geschlagen. Die französische Marine benannte 3 Kreuzer nach ihm,
- Kreuzer Châteaurenault von 1869 – eingesetzt in der Seeschlacht von Fuzhou von 1884.
- Panzerkreuzer Châteaurenault im Dienst von 1902 bis zur Torpedierung 1917
- Kreuzer Châteaurenault, im Dienst von 1948 bis 1962, gebaut als die italienische Attilio Regolo der Capitani-Romani-Klasse.